# Джемма Етерідж
Джемма Етерідж (англ. Gemma Etheridge, нар. 1 грудня 1986) — австралійська регбістка, олімпійська чемпіонка 2016 року.

## Виступи на Олімпіадах
| Олімпіада           | Дисципліна | Місце |
| ------------------- | ---------- | ----- |
| Ріо-де-Жанейро 2016 | регбі-7    | 1     |

## Зовнішні посилання
- Джемма Етерідж — олімпійська статистика на сайті Sports-Reference.com (англ.) (архівна версія)